# Lev Knipper
Lev Konstantinovitj Knipper (russisk: Лев Константинович Книппер ; født 3. december 1898 i Tbilisi, Georgien - død 30. juli 1974 i Moskva, Rusland) var en georgisk/russisk komponist.
Efter endt militærtjeneste, studerede han på Moskva musikkonservatorium hos bl.a. Reinhold Gliere. Han blev herefter sendt til Tyskland på et medicinsk ophold, hvor han studerede komposition videre hos Philip Jarnach, som præsenterede ham får den nye tyske kompositionsskole i tiden, med komponister som Paul Hindemith og Arnold Schönberg som kom til at præge og inspirere hans egen stil fremover. Knipper har skrevet 21 symfonier, og var sammen med Nikolaj Mjaskovskij en af de mest betydelige og produktive symfonikere i sovjettiden. Han har også skrevet 3 sinfoniettas, orkesterværker, kammermusik, operaer, koncertmusik, balletmusik etc. Han var viceformand i Sovjetunionens komponistforening. Knipper var af tysk afstamning.

## Udvalgte værker
- Symfoni nr. 1 "Dedikeret til Olga Knipper" (1926) - for orkester
- Symfoni nr. 2 "Lyrisk" (tabt) (1929) - for orkester
- Symfoni nr. 3 "Fjernøsten" (1932) - for solister, herrekor, 2 harmonikaer, militærorkester og orkester
- Symfoni nr. 4 "Digt til Komsomol-krigere" (1934, rev. 1966) - for solister, kor og orkester
- Symfoni nr. 5 "Lyrisk digt" (tabt) (1935) - for orkester
- Symfoni nr. 6 (1936) - for baryton, herrekor og orkester
- Symfoni nr. 7 "Militær" (1938) - for orkester
- Symfoni nr. 8 (1941) - for orkester
- Symfoni nr. 9 (1944–1945) - for orkester
- Symfoni nr. 10 (1946) - for orkester
- Symfoni nr. 11 (1949) - for orkester
- Symfoni nr. 12 (1950) - for orkester
- Symfoni nr. 13 "Dedikeret til Nikolaj Mjaskovskij" (1951–1952) - for kor og orkester
- Symfoni nr. 14 (1954) - for orkester
- Symfoni nr. 15 (1961–62) - for strygeorkester
- Symfoni nr. 16 (1968) - "Dramatisk" - for orkester
- Symfoni nr. 17 "Lenin" (1962–1969) - for solister, cello og orkester
- Symfoni nr. 18 (1970) - for kvindestemmer og orkester
- Symfoni nr. 19 (1971) - for orkester
- Symfoni nr. 20 (1972) - for violin, cello og orkester
- Symfoni nr. 21 "Danse" (1974) - for orkester
- Sinfonietta "Till Eulenspiegel" (1932) - for orkester
- Sinfonietta (1961) - for bratsch og celloorkester
- Sinfonietta (1972) - for strygeorkester